# Спутник (премия, 2015)
19-я церемония вручения наград премии «Спутник», присуждаемых Международной пресс-академией за заслуги в области кинематографа и телевидения за 2014 год состоялась 15 февраля 2015 года в Лос-Анджелесе, Калифорния. Имена номинантов были объявлены 1 декабря 2014 года.

## Список лауреатов и номинантов
• Победители выделены отдельным цветом. 

### Кинофильмы
Количество наград/номинаций:
- 3/10: «Бёрдмэн»
- 1/8: «Игра в имитацию»
- 2/7: «Отрочество»
- 0/7: «Исчезнувшая»
- 2/5: «Одержимость»
- 0/5: «Теория всего»
- 0/4: «Ной» / «Сельма»
- 2/3: «Планета обезьян: Революция» / «Отель „Гранд Будапешт“»
- 1/0/3 «Чем дальше в лес»
- 0/3: «Ярость» / «Врождённый порок» / «Интерстеллар» / «Лего. Фильм» / «Дикая»
- 1/2: «Уильям Тёрнер» / «Вирунга» / «Стрингер»
- 0/2: «Снайпер» / «Белль» / «Охотник на лис» / «Глен Кэмпбелл: Я буду собой» / «Любовь — странная штука» / «Малефисента» / «Мамочка» / «Сквозь снег» / «Трансформеры: Эпоха истребления» / «Два дня, одна ночь»
- 1/1: «Всё ещё Элис» / «Citizenfour. Правда Сноудена» / «Песнь моря» / «Мандарины»

| Категории                                                                                           | Лауреаты и номинанты |
| --------------------------------------------------------------------------------------------------- | --- |
| Лучший фильм                                                                                        | • Бёрдмэн / Birdman |
| Лучший фильм                                                                                        | • Игра в имитацию / The Imitation Game                                                                                                   |
| Лучший фильм                                                                                        | • Теория всего / The Theory of Everything                                                                                                |
| Лучший фильм                                                                                        | • Одержимость / Whiplash |
| Лучший фильм                                                                                        | • Уильям Тёрнер / Mr. Turner |
| Лучший фильм                                                                                        | • Сельма / Selma |
| Лучший фильм                                                                                        | • Исчезнувшая / Gone Girl |
| Лучший фильм                                                                                        | • Любовь — странная штука / Love Is Strange                                                                                              |
| Лучший фильм                                                                                        | • Отрочество / Boyhood |
| Лучший фильм                                                                                        | • Отель «Гранд Будапешт» / The Grand Budapest Hotel                                                                                      |
| Лучшая режиссура                                                                                    | • Ричард Линклейтер — «Отрочество» |
| Лучшая режиссура                                                                                    | • Алехандро Гонсалес Иньярриту — «Бёрдмэн»                                                                                               |
| Лучшая режиссура                                                                                    | • Дэмьен Шазелл — «Одержимость» |
| Лучшая режиссура                                                                                    | • Дэвид Финчер — «Исчезнувшая» |
| Лучшая режиссура                                                                                    | • Мортен Тильдум — «Игра в имитацию» |
| Лучшая режиссура                                                                                    | • Ава Дюверней — «Сельма» |
| Лучший актёр                                                                                        | • Майкл Китон — «Бёрдмэн» (за роль Риггана Томпсона)                                                                                     |
| Лучший актёр                                                                                        | • Бенедикт Камбербэтч — «Игра в имитацию» (за роль Алана Тьюринга)                                                                       |
| Лучший актёр                                                                                        | • Эдди Редмэйн — «Теория всего» (за роль Стивена Хокинга)                                                                                |
| Лучший актёр                                                                                        | • Джейк Джилленхол — «Стрингер» (за роль Луиса Блума)                                                                                    |
| Лучший актёр                                                                                        | • Майлз Теллер — «Одержимость» (за роль Эндрю Нимана)                                                                                    |
| Лучший актёр                                                                                        | • Стив Карелл — «Охотник на лис» (за роль Джона Дюпона)                                                                                  |
| Лучший актёр                                                                                        | • Дэвид Ойелоуо — «Сельма» (за роль Мартина Лютера Кинга)                                                                                |
| Лучшая актриса                                                                                      | • Джулианна Мур — «Всё ещё Элис» (за роль Элис Хоуланд)                                                                                  |
| Лучшая актриса                                                                                      | • Розамунд Пайк — «Исчезнувшая» (за роль Эми Эллиотт-Данн)                                                                               |
| Лучшая актриса                                                                                      | • Энни Дорваль — «Мамочка» (за роль Дианы «Ди» Депре)                                                                                    |
| Лучшая актриса                                                                                      | • Фелисити Джонс — «Теория всего» (за роль Джейн Хокинг)                                                                                 |
| Лучшая актриса                                                                                      | • Гугу Мбата-Роу — «Белль» (за роль Дайдо Элизабет Белль)                                                                                |
| Лучшая актриса                                                                                      | • Риз Уизерспун — «Дикая» (за роль Шерил Стрэйд)                                                                                         |
| Лучшая актриса                                                                                      | • Марион Котийяр — «Два дня, одна ночь» (за роль Сандры)                                                                                 |
| Лучший актёр второго плана                                                                          | • Джей Кей Симмонс — «Одержимость» (за роль Теренса Флетчера)                                                                            |
| Лучший актёр второго плана                                                                          | • Эдвард Нортон — «Бёрдмэн» (за роль Майка Шинера)                                                                                       |
| Лучший актёр второго плана                                                                          | • Итан Хоук — «Отрочество» (за роль Мейсона Эванса-старшего)                                                                             |
| Лучший актёр второго плана                                                                          | • Марк Руффало — «Охотник на лис» (за роль Дейва Шульца)                                                                                 |
| Лучший актёр второго плана                                                                          | • Роберт Дюваль — «Судья» (за роль судьи Джозефа Палмера)                                                                                |
| Лучший актёр второго плана                                                                          | • Энди Серкис — «Планета обезьян: Революция» (за роль Цезаря)                                                                            |
| Лучшая актриса второго плана                                                                        | • Патрисия Аркетт — «Отрочество» (за роль Оливии Эванс)                                                                                  |
| Лучшая актриса второго плана                                                                        | • Эмма Стоун — «Бёрдмэн» (за роль Сэм)                                                                                                   |
| Лучшая актриса второго плана                                                                        | • Кира Найтли — «Игра в имитацию» (за роль Джоан Кларк)                                                                                  |
| Лучшая актриса второго плана                                                                        | • Лора Дерн — «Дикая» (за роль Барбары «Бобби» Грэй)                                                                                     |
| Лучшая актриса второго плана                                                                        | • Тильда Суинтон — «Сквозь снег» (за роль Мейсон)                                                                                        |
| Лучшая актриса второго плана                                                                        | • Кэтрин Уотерстон — «Врождённый порок» (за роль Шасты Фэй Хепуорт)                                                                      |
| Лучший актёрский ансамбль (Best Ensemble, Motion Picture)                                           | • актёрский ансамбль фильма «Чем дальше в лес»                                                                                           |
| Лучший оригинальный сценарий                                                                        | |
| • Дэн Гилрой — «Стрингер»                                                                           | |
| • Пол Уэбб — «Сельма»                                                                               | |
| • Алехандро Гонсалес Иньярриту, Николас Джакобоне, Александр Динеларис мл. и Армандо Бо — «Бёрдмэн» | |
| • Ричард Линклейтер — «Отрочество»                                                                  | |
| • Айра Сакс и Маурицио Захариас — «Любовь — странная штука»                                         | |
| • Кристофер Миллер и Фил Лорд — «Лего. Фильм»                                                       | |
| Лучший адаптированный сценарий                                                                      | • Грэм Мур — «Игра в имитацию» |
| Лучший адаптированный сценарий                                                                      | • Пол Томас Андерсон — «Врождённый порок»                                                                                                |
| Лучший адаптированный сценарий                                                                      | • Гиллиан Флинн — «Исчезнувшая» |
| Лучший адаптированный сценарий                                                                      | • Энтони Маккартен — «Теория всего» |
| Лучший адаптированный сценарий                                                                      | • Джейсон Холл — «Снайпер» |
| Лучший адаптированный сценарий                                                                      | • Шерил Стрэйд и Ник Хорнби — «Дикая» |
| Лучшая музыка к фильму                                                                              | • Антонио Санчес — «Бёрдмэн» |
| Лучшая музыка к фильму                                                                              | • Александр Деспла — «Игра в имитацию»                                                                                                   |
| Лучшая музыка к фильму                                                                              | • Томас Ньюман — «Судья» |
| Лучшая музыка к фильму                                                                              | • Стивен Прайс — «Ярость» |
| Лучшая музыка к фильму                                                                              | • Ханс Циммер — «Интерстеллар» |
| Лучшая музыка к фильму                                                                              | • Аттикус Росс и Трент Резнор — «Исчезнувшая»                                                                                            |
| Лучшая песня                                                                                        | • We Will Not Go — «Вирунга» |
| Лучшая песня                                                                                        | • Everything is Awesome — «Лего. Фильм»                                                                                                  |
| Лучшая песня                                                                                        | • I’m Not Gonna Miss You — «Глен Кэмпбелл: Я буду собой»                                                                                 |
| Лучшая песня                                                                                        | • Split the Difference — «Отрочество» |
| Лучшая песня                                                                                        | • I'll Get You What You Want — «Маппеты 2» (Muppets Most Wanted)                                                                         |
| Лучшая песня                                                                                        | • What Is Love — «Рио 2» |
| Лучший монтаж                                                                                       | • Стэн Сэлфэс и Уильям Хой — «Планета обезьян: Революция»                                                                                |
| Лучший монтаж                                                                                       | • Сандра Адер — «Отрочество» |
| Лучший монтаж                                                                                       | • Гари Роач и Джоэль Кокс — «Снайпер» |
| Лучший монтаж                                                                                       | • Дуглас Крайс и Стивен Миррионе — «Бёрдмэн»                                                                                             |
| Лучший монтаж                                                                                       | • Уильям Голденберг — «Игра в имитацию»                                                                                                  |
| Лучший монтаж                                                                                       | • Доди Дорн и Джей Кэссиди — «Ярость» |
| Лучшая операторская работа                                                                          | • Дик Поуп — «Уильям Тёрнер» |
| Лучшая операторская работа                                                                          | • Хойте Ван Хойтема — «Интерстеллар» |
| Лучшая операторская работа                                                                          | • Эммануэль Любецки — «Бёрдмэн» |
| Лучшая операторская работа                                                                          | • Роберт Элсвит — «Врождённый порок» |
| Лучшая операторская работа                                                                          | • Бенуа Дельомм — «Теория всего» |
| Лучшая операторская работа                                                                          | • Джефф Кроненвет — «Исчезнувшая» |
| Лучшая работа художника (Art Direction & Production Design)                                         | • Адам Штокхаузен, Анна Пиннок и Штефан Гесслер — «Отель „Гранд Будапешт“»                                                               |
| Лучшая работа художника (Art Direction & Production Design)                                         | • Джордж Детитта мл., Кевин Томпсон и Стивен Х. Картер — «Бёрдмэн»                                                                       |
| Лучшая работа художника (Art Direction & Production Design)                                         | • Эндрю Мензес и Питер Расселл — «Ярость»                                                                                                |
| Лучшая работа художника (Art Direction & Production Design)                                         | • Дебра Шутт и Марк Фридберг — «Ной» |
| Лучшая работа художника (Art Direction & Production Design)                                         | • Дилан Коул, Фрэнк Уолш и Гари Фриман — «Малефисента»                                                                                   |
| Лучшая работа художника (Art Direction & Production Design)                                         | • Мария Джуркович и Ник Дент — «Игра в имитацию»                                                                                         |
| Лучший дизайн костюмов                                                                              | • Милена Канонеро — «Отель „Гранд Будапешт“»                                                                                             |
| Лучший дизайн костюмов                                                                              | • Анушиа Нераджик — «Белль» |
| Лучший дизайн костюмов                                                                              | • Коллин Этвуд — «Чем дальше в лес» |
| Лучший дизайн костюмов                                                                              | • Анна Б. Шеппард — «Малефисента» |
| Лучший дизайн костюмов                                                                              | • Майкл Уилкинсон — «Ной» |
| Лучший дизайн костюмов                                                                              | • Анаис Роман — «Сен-Лоран. Стиль — это я»                                                                                               |
| Лучший звук (монтаж и микс) Sound (Editing and Mixing)                                              | • Бен Уилкинс, Крэйг Манн и Томас Керли — «Одержимость»                                                                                  |
| Лучший звук (монтаж и микс) Sound (Editing and Mixing)                                              | • Крейг Хениган, Кен Ишии, и Скип Ливси — «Ной»                                                                                          |
| Лучший звук (монтаж и микс) Sound (Editing and Mixing)                                              | • Эрик Аадаль, Итан Ван Дер Рин, Грег П. Расселл, Джеффри Дж. Хэбуш, Питер Дж. Девлин и Скотт Миллан — «Трансформеры: Эпоха истребления» |
| Лучший звук (монтаж и микс) Sound (Editing and Mixing)                                              | • Анна Белмер, Марк Холдинг, Тайянг Чой и Терри Портер — «Сквозь снег»                                                                   |
| Лучший звук (монтаж и микс) Sound (Editing and Mixing)                                              | • Блейк Лей, Джон Казали, Майкл Келлер, Майк Прествуд Смит и Рени Тонделли — «Чем дальше в лес»                                          |
| Лучший звук (монтаж и микс) Sound (Editing and Mixing)                                              | • Рен Клайс и Стив Кантамесса — «Исчезнувшая»                                                                                            |
| Лучшие визуальные эффекты                                                                           | • Дэн Леммон, Джо Леттери, Мэтт Кутчер — «Планета обезьян: Революция»                                                                    |
| Лучшие визуальные эффекты                                                                           | • Кристиан Айрлз, Мэтт Джонсон и Стефано Пепин — «Чем дальше в лес»                                                                      |
| Лучшие визуальные эффекты                                                                           | • Стефан Серетти — «Стражи Галактики» |
| Лучшие визуальные эффекты                                                                           | • Эндрю Локли, Ян Хантер, Пол Франклин и Скотт Фишер — «Интерстеллар»                                                                    |
| Лучшие визуальные эффекты                                                                           | • Бен Сноу, Берт Далтон, Дэн Шрекер и Марк Чу — «Ной»                                                                                    |
| Лучшие визуальные эффекты                                                                           | • Джон Фрэзиер, Патрик Табач, Скотт Бенза и Скотт Фаррар — «Трансформеры: Эпоха истребления»                                             |
| Лучший документальный фильм                                                                         | • Citizenfour. Правда Сноудена / Citizenfour                                                                                             |
| Лучший документальный фильм                                                                         | • Красная армия / Red Army |
| Лучший документальный фильм                                                                         | • Afternoon of a Faun: Tanaquil Le Clercq                                                                                                |
| Лучший документальный фильм                                                                         | • Искусство и ремесло / Art and Craft |
| Лучший документальный фильм                                                                         | • В поисках Вивиан Майер / Finding Vivian Maier                                                                                          |
| Лучший документальный фильм                                                                         | • Глен Кэмпбелл: Я буду собой / Glen Campbell: I'll Be Me                                                                                |
| Лучший документальный фильм                                                                         | • «Дюна» Ходоровского / Jodorowsky's Dune                                                                                                |
| Лучший документальный фильм                                                                         | • Продолжай идти дальше / Keep On Keepin' On                                                                                             |
| Лучший документальный фильм                                                                         | • Маг: Удивительная жизнь и работа Орсона Уэллса / Magician: The Astonishing Life and Work of Orson Welles                               |
| Лучший документальный фильм                                                                         | • Вирунга / Virunga |
| Лучший анимационный фильм (Motion Picture, Animated or Mixed Media)                                 | • Песнь моря / Song of the Sea |
| Лучший анимационный фильм (Motion Picture, Animated or Mixed Media)                                 | • Город героев / Big Hero 6 |
| Лучший анимационный фильм (Motion Picture, Animated or Mixed Media)                                 | • Семейка монстров / The Boxtrolls |
| Лучший анимационный фильм (Motion Picture, Animated or Mixed Media)                                 | • Лего. Фильм / The Lego Movie |
| Лучший анимационный фильм (Motion Picture, Animated or Mixed Media)                                 | • Морщинки / Arrugas |
| Лучший анимационный фильм (Motion Picture, Animated or Mixed Media)                                 | • Книга жизни / The Book of Life |
| Лучший анимационный фильм (Motion Picture, Animated or Mixed Media)                                 | • Как приручить дракона 2 / How to Train Your Dragon 2                                                                                   |
| Лучший фильм на иностранном языке                                                                   | • Мандарины / Mandariinid (Эстония) |
| Лучший фильм на иностранном языке                                                                   | • Маленькая Англия / Μικρά Αγγλία (Греция)                                                                                               |
| Лучший фильм на иностранном языке                                                                   | • Гет / גט — המשפט של ויויאן אמסלם (Израиль)                                                                                             |
| Лучший фильм на иностранном языке                                                                   | • Ида / Ida (Польша) |
| Лучший фильм на иностранном языке                                                                   | • Форс-мажор / Turist (Швеция) |
| Лучший фильм на иностранном языке                                                                   | • Левиафан (Россия) |
| Лучший фильм на иностранном языке                                                                   | • Мамочка / Mommy (Канада) |
| Лучший фильм на иностранном языке                                                                   | • Тимбукту / Timbuktu / Le Chagrin des oiseaux (Мавритания)                                                                              |
| Лучший фильм на иностранном языке                                                                   | • Дикие истории / Relatos salvajes (Аргентина)                                                                                           |
| Лучший фильм на иностранном языке                                                                   | • Два дня, одна ночь / Deux jours, une nuit (Бельгия)                                                                                    |

### Телевизионные категории
Количество наград/номинаций:
- 1/2/3: «Больница Никербокер»
- 2/4: «Что знает Оливия?»
- 0/4: «Фарго»
- 2/3: «Страшные сказки»
- 1/3: «Обычное сердце»
- 0/3: «Настоящий детектив» / «Благородная женщина» / «Оставленные»
- 2/2: «Очевидное»
- 1/2: «Американская история ужасов»
- 0/2: «Остановись и гори» / «Карточный домик» / «Крах» / «Любовники» / «Ганнибал» / «Альфа-дом» / «Луи» / «Оранжевый — хит сезона» / «Кремниевая долина» / «Теория большого взрыва» / «Вице-президент» / «24 часа: Проживи ещё один день» / «Флеминг» / «Счастливая долина» / «Трофеи Вавилона» / «Поездка в Баунтифул» / «Игра престолов» / «Сыны анархии» / «Мастера секса» / «Бесстыдники»
- 1/1: «В начало» / «Американцы» / «Проект Минди»

| Категории                                                               | Лауреаты и номинанты                                                               |
| ----------------------------------------------------------------------- | ---------------------------------------------------------------------------------- |
| Лучший телевизионный сериал (драма)                                     | • Больница Никербокер / The Knick                                                  |
| Лучший телевизионный сериал (драма)                                     | • Фарго / Fargo                                                                    |
| Лучший телевизионный сериал (драма)                                     | • Остановись и гори / Halt and Catch Fire                                          |
| Лучший телевизионный сериал (драма)                                     | • Карточный домик / House of Cards                                                 |
| Лучший телевизионный сериал (драма)                                     | • Крах / The Fall                                                                  |
| Лучший телевизионный сериал (драма)                                     | • Любовники / The Affair                                                           |
| Лучший телевизионный сериал (драма)                                     | • Ганнибал / Hannibal                                                              |
| Лучший телевизионный сериал (драма)                                     | • Настоящий детектив / True Detective                                              |
| Лучший телевизионный сериал (комедия или мюзикл)                        | • Очевидное / Transparent                                                          |
| Лучший телевизионный сериал (комедия или мюзикл)                        | • Альфа-дом / Alpha House                                                          |
| Лучший телевизионный сериал (комедия или мюзикл)                        | • Луи / Louie                                                                      |
| Лучший телевизионный сериал (комедия или мюзикл)                        | • Оранжевый — хит сезона / Orange Is the New Black                                 |
| Лучший телевизионный сериал (комедия или мюзикл)                        | • Кремниевая долина / Silicon Valley                                               |
| Лучший телевизионный сериал (комедия или мюзикл)                        | • Теория Большого взрыва / The Big Bang Theory                                     |
| Лучший телевизионный сериал (комедия или мюзикл)                        | • Вице-президент / Veep                                                            |
| Лучший телевизионный сериал (комедия или мюзикл)                        | • Бруклин 9-9 / Brooklyn Nine-Nine                                                 |
| Лучший мини-сериал                                                      | • Что знает Оливия? / Olive Kitteridge                                             |
| Лучший мини-сериал                                                      | • 24 часа: Проживи ещё один день / 24: Live Another Day                            |
| Лучший мини-сериал                                                      | • Молодой Морс / Endeavour                                                         |
| Лучший мини-сериал                                                      | • Флеминг / Fleming: The Man Who Would Be Bond                                     |
| Лучший мини-сериал                                                      | • Счастливая долина / Happy Valley                                                 |
| Лучший мини-сериал                                                      | • Благородная женщина / The Honourable Woman                                       |
| Лучший мини-сериал                                                      | • Трофеи Вавилона / The Spoils of Babylon                                          |
| Лучший мини-сериал                                                      | • The Roosevelts: An Intimate History                                              |
| Лучший мини-сериал                                                      | • Шерлок / Sherlock                                                                |
| Лучший телефильм                                                        | • В начало / Return to Zero                                                        |
| Лучший телефильм                                                        | • Обычное сердце / The Normal Heart                                                |
| Лучший телефильм                                                        | • Теркс и Кайкос / Turks & Caicos                                                  |
| Лучший телефильм                                                        | • История Габриэль Дуглас / The Gabby Douglas Story                                |
| Лучший телефильм                                                        | • Поездка в Баунтифул / The Trip to Bountiful                                      |
| Лучший жанровый сериал (Best Genre Series)                              | • Страшные сказки / Penny Dreadful                                                 |
| Лучший жанровый сериал (Best Genre Series)                              | • Оставленные / The Leftovers                                                      |
| Лучший жанровый сериал (Best Genre Series)                              | • Американская история ужасов / American Horror Story                              |
| Лучший жанровый сериал (Best Genre Series)                              | • Игра престолов / Game of Thrones                                                 |
| Лучший жанровый сериал (Best Genre Series)                              | • Гримм / Grimm                                                                    |
| Лучший жанровый сериал (Best Genre Series)                              | • Сонная Лощина / Sleepy Hollow                                                    |
| Лучший жанровый сериал (Best Genre Series)                              | • Штамм / The Strain                                                               |
| Лучший жанровый сериал (Best Genre Series)                              | • Ходячие мертвецы / The Walking Dead                                              |
| Лучший актёр в драматическом или жанровом телесериале                   | • Клайв Оуэн — «Больница Никербокер» (за роль д-ра Джона «Тэка» Тэккери)           |
| Лучший актёр в драматическом или жанровом телесериале                   | • Билли Боб Торнтон — «Фарго» (за роль Лорна Малво)                                |
| Лучший актёр в драматическом или жанровом телесериале                   | • Чарли Ханнэм — «Сыны анархии» (за роль Джексона «Джекса» Теллера)                |
| Лучший актёр в драматическом или жанровом телесериале                   | • Ли Пейс — «Остановись и гори» (за роль Джо Макмиллана)                           |
| Лучший актёр в драматическом или жанровом телесериале                   | • Мартин Фримен — «Фарго» (за роль Лестера Найгаарда)                              |
| Лучший актёр в драматическом или жанровом телесериале                   | • Мадс Миккельсен — «Ганнибал» (за роль д-ра Ганнибала Лектера)                    |
| Лучший актёр в драматическом или жанровом телесериале                   | • Майкл Шин — «Мастера секса» (за роль д-ра Уильяма Мастерса)                      |
| Лучший актёр в драматическом или жанровом телесериале                   | • Вуди Харрельсон — «Настоящий детектив» (за роль детектива Мартина «Марти» Харта) |
| Лучшая актриса в драматическом телесериале                              | • Кери Расселл — «Американцы» (за роль Элизабет Дженнингс)                         |
| Лучшая актриса в драматическом телесериале                              | • Джиллиан Андерсон — «Крах» (за роль детектива Стеллы Гибсон)                     |
| Лучшая актриса в драматическом телесериале                              | • Джулианна Маргулис — «Хорошая жена» (за роль Алисии Флоррик)                     |
| Лучшая актриса в драматическом телесериале                              | • Лиззи Каплан — «Мастера секса» (за роль Вирджинии Джонсон)                       |
| Лучшая актриса в драматическом телесериале                              | • Робин Райт — «Карточный домик» (за роль Клэр Андервуд)                           |
| Лучшая актриса в драматическом телесериале                              | • Рут Уилсон — «Любовники» (за роль Элисон Бейли)                                  |
| Лучшая актриса в драматическом телесериале                              | • Ева Грин — «Страшные сказки» (за роль Ванессы Айвз)                              |
| Лучшая актриса в драматическом телесериале                              | • Татьяна Маслани — «Тёмное дитя» (за роль Сары Мэннинг и её клонов)               |
| Лучший актёр в телесериале (комедия или мюзикл)                         | • Джеффри Тэмбор — «Очевидное» (за роль Морта/Мауры Пфефферман(а))                 |
| Лучший актёр в телесериале (комедия или мюзикл)                         | • Джим Парсонс — «Теория Большого взрыва» (за роль д-ра Шелдона Купера)            |
| Лучший актёр в телесериале (комедия или мюзикл)                         | • Джон Гудмен — «Альфа-дом» (за роль сенатора Джила Джона Биггса)                  |
| Лучший актёр в телесериале (комедия или мюзикл)                         | • Томас Миддлдитч — «Кремниевая долина» (за роль Ричарда Хендрикса)                |
| Лучший актёр в телесериале (комедия или мюзикл)                         | • Уильям Мэйси — «Бесстыдники» (за роль Фрэнка Галлагера)                          |
| Лучший актёр в телесериале (комедия или мюзикл)                         | • Луи Си Кей — «Луи» (за роль Луи)                                                 |
| Лучшая актриса в телесериале (комедия или мюзикл)                       | • Минди Калинг — «Проект Минди» (за роль д-ра Минди Лахири)                        |
| Лучшая актриса в телесериале (комедия или мюзикл)                       | • Тейлор Шиллинг — «Оранжевый — хит сезона» (за роль Пайпер Чепман)                |
| Лучшая актриса в телесериале (комедия или мюзикл)                       | • Зоуи Дешанель — «Новенькая» (за роль Джессики «Джесс» Дей)                       |
| Лучшая актриса в телесериале (комедия или мюзикл)                       | • Эди Фалко — «Сестра Джеки» (за роль Джеки Пейтон)                                |
| Лучшая актриса в телесериале (комедия или мюзикл)                       | • Эмми Россум — «Бесстыдники» (за роль Фионы Галлагер)                             |
| Лучшая актриса в телесериале (комедия или мюзикл)                       | • Джулия Луи-Дрейфус — «Вице-президент» (за роль Селины Майер)                     |
| Лучший актёр в мини-сериале или телефильме                              | • Марк Руффало — «Обычное сердце» (за роль Александра «Нэда» Уикса)                |
| Лучший актёр в мини-сериале или телефильме                              | • Доминик Купер — «Флеминг» (за роль Яна Флеминга)                                 |
| Лучший актёр в мини-сериале или телефильме                              | • Кифер Сазерленд — «24 часа: Проживи ещё один день» (за роль Джека Бауэра)        |
| Лучший актёр в мини-сериале или телефильме                              | • Дэвид Суше — «Пуаро Агаты Кристи» (за роль Эркюля Пуаро)                         |
| Лучший актёр в мини-сериале или телефильме                              | • Стивен Ри — «Благородная женщина» (за роль сэра Хью Хейден-Хойла)                |
| Лучший актёр в мини-сериале или телефильме                              | • Ричард Дженкинс — «Что знает Оливия?» (за роль Генри Киттериджа)                 |
| Лучшая актриса в мини-сериале или телефильме                            | • Фрэнсис Макдорманд — «Что знает Оливия?» (за роль Оливии Киттеридж)              |
| Лучшая актриса в мини-сериале или телефильме                            | • Кристен Уиг — «Трофеи Вавилона» (за роль Синтии Морхаус)                         |
| Лучшая актриса в мини-сериале или телефильме                            | • Сисели Тайсон — «Поездка в Баунтифул» (за роль миссис Уоттс)                     |
| Лучшая актриса в мини-сериале или телефильме                            | • Сара Ланкашир — «Счастливая долина» (за роль Кэтрин Кэйвуд)                      |
| Лучшая актриса в мини-сериале или телефильме                            | • Мэгги Джилленхол — «Благородная женщина» (за роль Нессы Штейн)                   |
| Лучший актёр второго плана в телесериале, мини-сериале или телефильме   | • Рори Киннир — «Страшные сказки» (за роль «Создания»)                             |
| Лучший актёр второго плана в телесериале, мини-сериале или телефильме   | • Мэтт Бомер — «Обычное сердце» (за роль Феликса Тёрнера)                          |
| Лучший актёр второго плана в телесериале, мини-сериале или телефильме   | • Питер Динклэйдж — «Игра престолов» (за роль Тириона Ланнистера)                  |
| Лучший актёр второго плана в телесериале, мини-сериале или телефильме   | • Кристофер Экклстон — «Оставленные» (за роль Мэтта Джемисона)                     |
| Лучший актёр второго плана в телесериале, мини-сериале или телефильме   | • Андре Холлэнд — «Больница Никербокер» (за роль д-ра Алджернона Эдвардса)         |
| Лучший актёр второго плана в телесериале, мини-сериале или телефильме   | • Джимми Смитс — «Сыны анархии» (за роль Нерона «Неро» Падильи)                    |
| Лучшая актриса второго плана в телесериале, мини-сериале или телефильме | • Сара Полсон — «Американская история ужасов»                                      |
| Лучшая актриса второго плана в телесериале, мини-сериале или телефильме | • Эллисон Толман — «Фарго» (за роль заместителя шерифа Молли Солверсон)            |
| Лучшая актриса второго плана в телесериале, мини-сериале или телефильме | • Мишель Монаган — «Настоящий детектив» (за роль Мэгги Харт)                       |
| Лучшая актриса второго плана в телесериале, мини-сериале или телефильме | • Энн Дауд — «Оставленные» (за роль Пэтти Левин)                                   |
| Лучшая актриса второго плана в телесериале, мини-сериале или телефильме | • Никола Уолкер — «Последнее танго в Галифаксе» (англ.) (за роль Джиллиан)         |
| Лучшая актриса второго плана в телесериале, мини-сериале или телефильме | • Зои Казан — «Что знает Оливия?» (за роль Дениз Тибодо)                           |
| Лучший актёрский состав в телесериале                                   | • актёрский ансамбль сериала «Больница Никербокер»                                 |

### New Media
| Категории                                                             | Лауреаты и номинанты                                                                                                   |
| --------------------------------------------------------------------- | --- |
| Outstanding Platform Action/Adventure Game                            | • Forza Horizon 2 |
| Outstanding Platform Action/Adventure Game                            | • Titanfall |
| Outstanding Platform Action/Adventure Game                            | • Dark Souls II |
| Outstanding Platform Action/Adventure Game                            | • Mario Kart 8 |
| Outstanding Platform Action/Adventure Game                            | • Assassin’s Creed Unity                                                                                               |
| Outstanding Platform Action/Adventure Game                            | • Borderlands: The Pre-Sequel!                                                                                         |
| Outstanding Mobile Game                                               | • XCOM: Enemy Within for Mobile                                                                                        |
| Outstanding Mobile Game                                               | • Hearthstone: Heroes of Warcraft                                                                                      |
| Outstanding Mobile Game                                               | • 80 Days |
| Outstanding Mobile Game                                               | • TwoDots |
| Outstanding Mobile Game                                               | • Monument Valley |
| Outstanding Mobile Game                                               | • The Room Two |
| Лучшее Blu-Ray/DVD издание (Outstanding Overall Blu-Ray/DVD)          | • «Пловец» (The Swimmer)                                                                                               |
| Лучшее Blu-Ray/DVD издание (Outstanding Overall Blu-Ray/DVD)          | • «Зной» (Swelter) |
| Лучшее Blu-Ray/DVD издание (Outstanding Overall Blu-Ray/DVD)          | • «Молодой Франкенштейн»: издание к 40-летнему юбилею (Young Frankenstein 40th Anniversary)                            |
| Лучшее Blu-Ray/DVD издание (Outstanding Overall Blu-Ray/DVD)          | • «Мы — лучшие!» (Vi är bäst!)                                                                                         |
| Лучшее Blu-Ray/DVD издание (Outstanding Overall Blu-Ray/DVD)          | • «За пригоршню долларов», «На несколько долларов больше», «Хороший, плохой, злой» (переиздание «Долларовой трилогии») |
| Лучшее Blu-Ray/DVD издание (Outstanding Overall Blu-Ray/DVD)          | • «Сыны анархии»: полный сериал (Sons of Anarchy Complete Series)                                                      |
| Лучшее Blu-Ray/DVD издание (Outstanding Overall Blu-Ray/DVD)          | • «Наполеон Динамит»: издание к 10-летнему юбилею (Napoleon Dynamite: 10th Anniversary Edition)                        |
| Лучшее Blu-Ray/DVD издание (Outstanding Overall Blu-Ray/DVD)          | • «Muscle Shoals» |
| Лучшее Blu-Ray/DVD издание (Outstanding Overall Blu-Ray/DVD)          | • «Стражи Галактики» студии Marvel (Marvel’s Guardians of the Galaxy)                                                  |
| Лучшее Blu-Ray/DVD издание (Outstanding Overall Blu-Ray/DVD)          | • «Как я встретил вашу маму»: полный сериал (How I Met Your Mother Complete Series)                                    |
| Лучшее Blu-Ray/DVD издание (Outstanding Overall Blu-Ray/DVD)          | • «Аббатство Даунтон»: сезоны 1, 2, 3 и 4 (Downton Abbey Seasons 1, 2, 3 & 4)                                          |
| Лучшее Blu-Ray/DVD издание (Outstanding Overall Blu-Ray/DVD)          | • «Правительство»: полный сериал (Borgen: The Complete Series)                                                         |
| Лучшее Blu-Ray/DVD издание (Outstanding Overall Blu-Ray/DVD)          | • «Вечер трудного дня»: издание к 50-летнему юбилею (A Hard Day’s Night – 50th Anniversary)                            |
| Лучшее Blu-Ray/DVD издание (Outstanding Overall Blu-Ray/DVD)          | • «Пуаро Агаты Кристи»: полная коллекция (Agatha Christie’s Poirot: Complete Cases Collection)                         |
| Лучшее Blu-Ray/DVD издание (Outstanding Overall Blu-Ray/DVD)          | • «12 лет рабства» (12 Years a Slave)                                                                                  |
| Лучшее молодёжное Blu-Ray/DVD издание (Outstanding Youth Blu-Ray/DVD) | • Как приручить дракона 2 / How to Train Your Dragon 2                                                                 |
| Лучшее молодёжное Blu-Ray/DVD издание (Outstanding Youth Blu-Ray/DVD) | • Лего. Фильм / The Lego Movie                                                                                         |
| Лучшее молодёжное Blu-Ray/DVD издание (Outstanding Youth Blu-Ray/DVD) | • Виноваты звёзды / The Fault in Our Stars                                                                             |
| Лучшее молодёжное Blu-Ray/DVD издание (Outstanding Youth Blu-Ray/DVD) | • Холодное сердце / Frozen                                                                                             |

### Специальные награды
| Награда                                                                              | Лауреаты                                           |
| ------------------------------------------------------------------------------------ | -------------------------------------------------- |
| Награда имени Мэри Пикфорд (Mary Pickford Award)                                     | • Эллен Бёрстин                                    |
| Награда имени Николы Теслы (Nikola Tesla Award)                                      | • Industrial Light & Magic                         |
| Auteur Award                                                                         | • Мартин Бёрк (англ.)                              |
| Награда лучшему независимому продюсеру года (Independent Producer of the Year Award) | • Шломи Элькабец                                   |
| Breakthrough Performance Award                                                       | • Антуан-Оливье Пилон — за роль в фильме «Мамочка» |
| Humanitarian Award                                                                   | • Себастьян Юнгер (англ.)                          |